# Шторм, Теодор
Ханс Теодор Вольдсен Шторм (нем. Hans Theodor Woldsen Storm; 14 сентября 1817, Хузум — 4 июля 1888, Ханерау-Хадемаршен, Гольштейн) — немецкий прозаик и поэт.

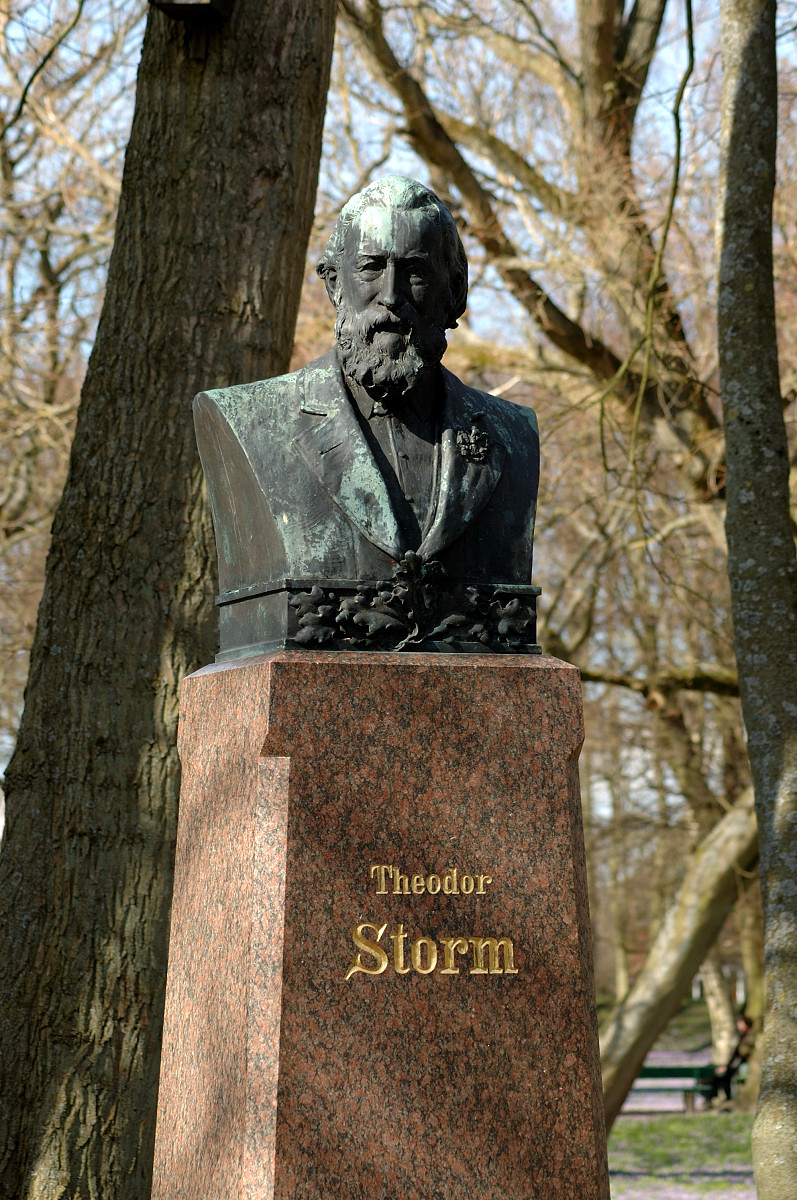
Бюст Адольф Брютт в парке замка Хусум

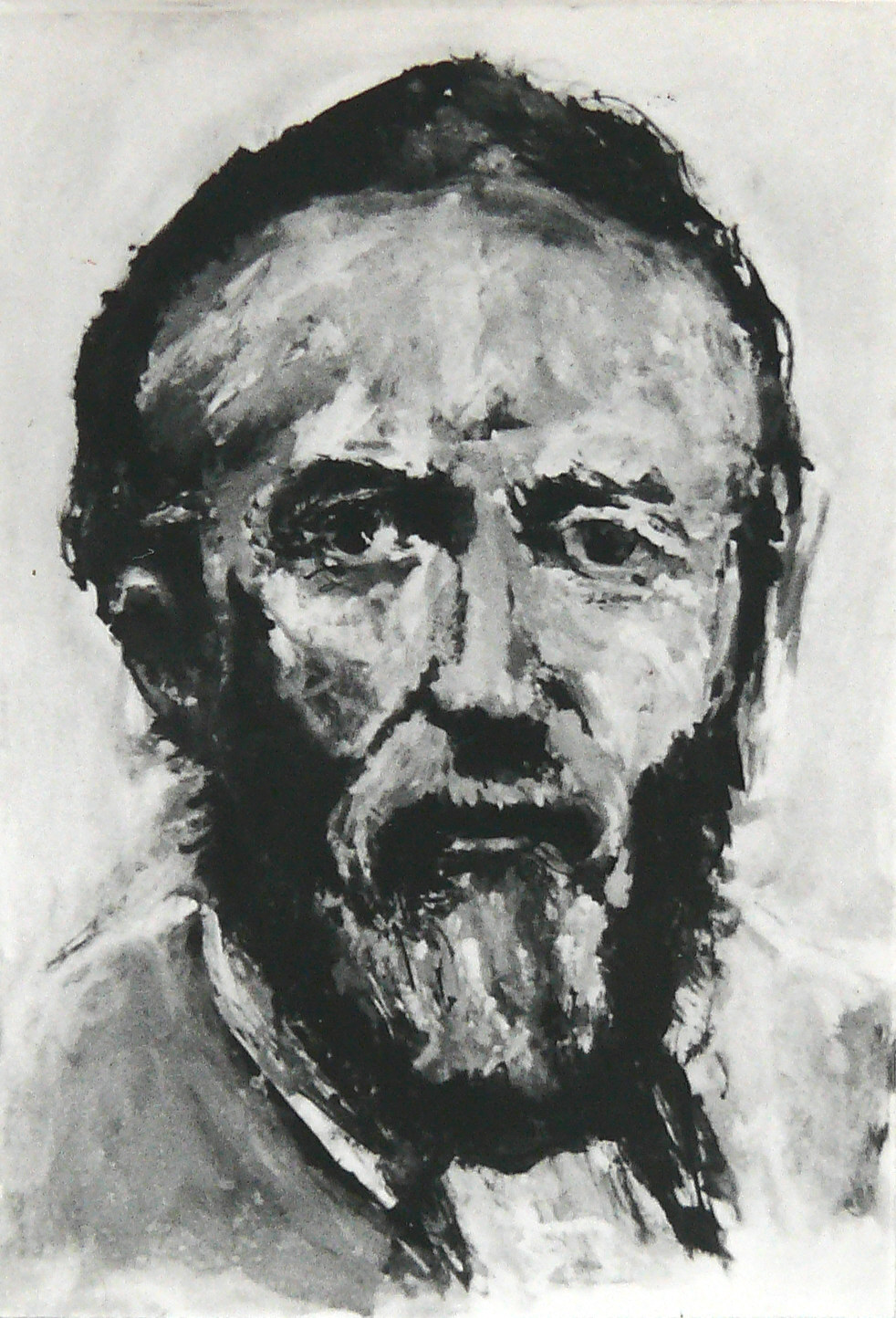
Theodor Storm, рисунок Инго Кюля 1980 г.

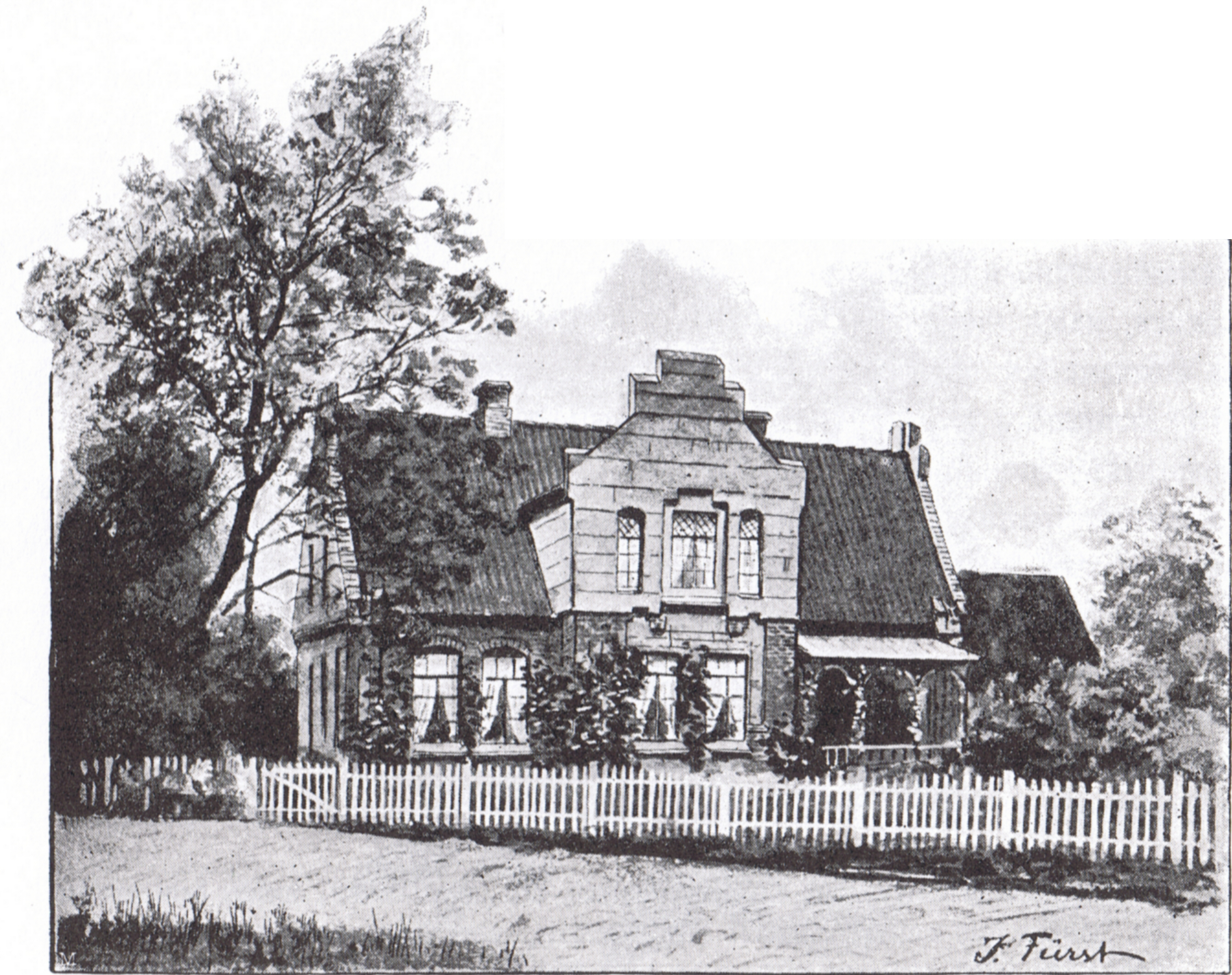
Hanerau-Hademarschen Storm-Haus, Рисунок Юлиуса Фюрста

## Биография
Теодор Шторм  родился в северо-немецком городе Хузум. Его отцом был адвокат Иоганн Казимир Шторм (1790–1874), а мать – Люция, урождённая Вольдсен (1797–1879). В своём родном городе он посещал латинскую школу с 1826 по 1835 год, а затем продолжил учёбу в Любекской гимназии Катаринеум (с 1835 по 1837 год). В 1837 году Шторм поступил на юридический факультет в Кильский университет, перевёлся в 1838 году в Берлинский университет, в 1839 году снова вернулся в Киль, где сдал выпускные экзамены в 1842 году. Теодор Шторм знакомится в Киле с братьями Теодором и Тихо Моммзен. В 1843 году он открыл в Хузуме медицинскую практику и жил здесь до 1853 года. Шторм обручился в 1844 году со своей двоюродной сестрой Констанцией Эсмарк. Их свадьба состоялась в 1846 году. В эти годы будущий писатель имел романтическую связь с Доротеей Йенсен (1828–1903), ставшей впоследствии его второй женой. В Хузуме были написаны многие стихотворения и первые новеллы Шторма (среди них: Иммензее, опубл. в 1850 г., Камень и роза, 1851). Здесь же родились и его старшие дети: Ганс (1848), Эрнст (1851) и Карл (1853).
Шторм был горячим патриотом родного края. Герцогства Шлезвиг с Гольштейном были связаны с Датским королевством на условиях личной унии, причём Голштиния входила в то же время в Германский союз. Датский король попытался в новой конституции закрепить неотделимость Шлезвига от Датского государства, что было воспринято населением (преимущественно — немцами) как посягательство на свою культурную и политическую автономию. Результатом стало восстание в герцогствах и последующая Датско-прусская война (1848—1850). Пруссия выступила в ней защитником прав немецкого населения. Шторм, после поражения войск восставших, восстановления статус-кво и преследования датскими властями сочувствующих движению за независимость, переезжает в поисках службы в Пруссию. В Потсдаме он получил место асессора при окружном суде. Близость к Берлину позволила ему познакомиться с литературными знаменитостями прусской столицы (Теодором Фонтане, Паулем Хейзе, Фридрихом Эггерсом) и художником Людвигом Пичем. В 1856 году, в возрасте 38 лет, он был назначен окружным судьёй в небольшой городок Хайлигенштадт. Здесь возникли такие новеллы, как На государевом дворе (1858), В замке (1862), Вероника (1861), а также сказки Дом Булеманна, Колдунья дождя и Зеркало Киприана.
Только в 1864 году (Датская война 1864 г.) Шлезвиг обрёл независимость от Датского королевства, войдя, однако, практически сразу в состав Пруссии. Теодор Шторм наконец-то смог вернуться на родину. В 1864 году он вышел в отставку из прусской службы, переехал в Хузум, где получил место земельного управляющего (ландфогта). Год спустя, в 1865 году, после родов скончалась его первая супруга Констанция. В этом же году он посетил Ивана Тургенева в Баден-Бадене. В 1866 он женился во второй раз на Доротее Йенсен, подруге своих молодых лет. К 1868 году относится его назначение на должность судьи. В 1874 году Шторм получил повышение и стал главным окружным судьёй. Он вышел в отставку в 1880 году и переселся в свою новую виллу в Хадемаршене. Шторм скончался в 1888 году от рака желудка и похоронен в семейном склепе в городе Хузум.

#### Музеи
- Дом-музей Шторма в Хузуме
- Музей Шторма в Хайлигенштадте

## Творческая жизнь
Лирику Шторма, во многом продолжающую романтической традиции, отличают непосредственность и искренность чувства, музыкальность, фольклорная основа. Главные её темы — любовь, искусство, природа Шлезвиг-Гольштейна; многие стихотворения посвящены историческому прошлому родного края.
Новеллистика Шторма прошла определённый путь развития: от ранних «новелл настроения» («Иммензее», «Ангелика») Шторм приходит в 1870—80-е гг. к «новеллам действия». Социальная проблематика поздних, художественно наиболее совершенных новелл Шторма («Ханс и Хайнц Кирх») свидетельствует об усилении реалистических и антибуржуазных тенденций в его творчестве. Темы искусства («Поле-Кукольник») и исторического прошлого («Рената») связаны с основной для всего творчества Шторма темой гибели патриархального уклада. Высшее художественное достижение Шторма — новелла «Всадник на белом коне».

## Сочинения
Поэзия
- Стихотворения (Gedichte, 1852)

Проза (Избранные сочинения)
- Иммензее (Immensee, 1850)
- Маленький Хевельман (Der kleine Häwelmann, 1850)
- В замке (Im Schloss, 1862)
- В университете (Auf der Universität, 1863)
- Фея дождя (Die Regentrude, 1864)
- Работа художника (Eine Malerarbeit, 1867)
- Фиалка трёхцветная (Viola tricolor, 1874)
- Поле-Кукольник (Pole Poppenspäler, 1874)
- Aquis submersus (лат. «Поглощение водами») (1876)
- Рената (Renate, 1878)
- Сыновья сенатора (Die Söhne des Senators, 1880)
- Ханс и Хайнц Кирх (Hans und Heinz Kirch, 1882)
- Всадник на белом коне (Der Schimmelreiter, 1888)

Собрания сочинений на немецком языке
- Theodor Storm. Werke in 2 Bänden. Berlin, Weimar: Aufbau-Verlag, 1983. – 11. Auflage.

Переводы на русский язык
- Шторм Т. Без вести пропавший. – М.: типо-лит. т-ва И.Н. Кушнерев и К°, 1903.
- Шторм Т. Именское озеро. – 2-е изд. – Киев: русское школьное изд. М. Бруненека, 1904.
- Шторм Т. Петрушка. – Пер. Н. Манасеина. - Санкт-Петербург: Тропинка, 1913.
- Шторм Т. Иммензее. Экенгоф. Фея дождя. – Пер. и предисл. А. Даманской. – Берлин: Грани, 1923.
- Шторм Т. Новеллы. – Пер. с нем.; Сост., вступ. статья и примеч. Е. Брандиса; Ил.: Ю Клодт. Т. 1–2. – М.: Худож. лит., 1965.
- Шторм Т. Всадник на белом коне. – Подгот. А. С. Бакалов, С. С. Шик. – М.: ВРС, 2005. - (Литературные памятники / редкол.: Н.И. Балашов (пред.) и др.).